# Vikingligr Veldi
Vikingligr Veldi – debiutancki album norweskiej grupy metalowej Enslaved wydany w lutym 1994 roku. Album zawiera dedykację dla Øysteina Aarsetha (1968–1993). Ponownie został wydany jako CD w 2004 roku przez Candlelight Records oraz jako podwójna płyta winylowa z dodatkowymi nagraniami koncertowymi ("Fenris" i "Hordanendingen").

## Lista utworów
| Nr | Tytuł utworu                     | Długość |
| -- | -------------------------------- | ------- |
| 1. | „Lifandi Liv Undir Hamri”        | 11:32   |
| 2. | „Vetrarnótt”                     | 10:58   |
| 3. | „Midgards Eldar”                 | 11:16   |
| 4. | „Heimdallr”                      | 6:15    |
| 5. | „Norvegr” (utwór instrumentalny) | 10:56   |
|    |                                  | 50:57   |

## Twórcy
- Grutle Kjellson - śpiew, gitara basowa
- Ivar Bjørnson - gitara, instrumenty klawiszowe
- Trym Torson - instrumenty perkusyjne